# Campionati del mondo di ciclismo su pista 2015 - Corsa a punti femminile
La corsa a punti femminile ai Campionati del mondo di ciclismo su pista 2015 si svolse il 18 febbraio 2015 su un percorso di 100 giri, per un totale di 25 km/h con sprint intermedi ogni 10 giri. La vittoria andò alla tedesca Stephanie Pohl, che concluse il percorso con il tempo di 31'57"067 alla media di 46,946 km/h.
Partenza con 17 cicliste delle quali tutte completarono la gara.

## Podio
| Pos.    | Atleta         | Nazionalità |
| ------- | -------------- | ----------- |
| Oro     | Stephanie Pohl | Germania    |
| Argento | Minami Uwano   | Giappone    |
| Bronzo  | Kimberly Geist | Stati Uniti |

## Risultati
| Posizione | Atleta              | Nazione     | Punti sprint | Punti giri | Totale |
| --------- | ------------------- | ----------- | ------------ | ---------- | ------ |
| 1         | Stephanie Pohl      | Germania    | 18           | 20         | 38     |
| 2         | Minami Uwano        | Giappone    | 8            | 20         | 28     |
| 3         | Kimberly Geist      | Stati Uniti | 5            | 20         | 25     |
| 4         | Élise Delzenne      | Francia     | 3            | 20         | 23     |
| 5         | Giorgia Bronzini    | Italia      | 20           | 0          | 20     |
| 6         | Sofia Arreola       | Messico     | 13           | 0          | 13     |
| 7         | Kirsten Wild        | Paesi Bassi | 9            | 0          | 9      |
| 8         | Arlenis Sierra      | Cuba        | 7            | 0          | 7      |
| 9         | Evgenia Romanyuta   | Russia      | 5            | 0          | 5      |
| 10        | María Luisa Calle   | Colombia    | 4            | 0          | 4      |
| 11        | Leire Olaberria     | Spagna      | 4            | 0          | 4      |
| 12        | Kelly Druyts        | Belgio      | 4            | 0          | 4      |
| 13        | Ina Savenka         | Bielorussia | 4            | 0          | 4      |
| 14        | Alžbeta Pavlendová  | Slovacchia  | 2            | 0          | 2      |
| 15        | Yao Pang            | Hong Kong   | 2            | 0          | 2      |
| 16        | Tetyana Klimchenko  | Ucraina     | 1            | 0          | 1      |
| 17        | Katarzyna Pawłowska | Polonia     | 1            | 0          | 1      |
| 18        | Jarmila Machačová   | Rep. Ceca   | 0            | 0          | 0      |